# Falki Daubechies
Falki Daubechies – przykład falek o zwartym nośniku, opracowane przez Ingrid Daubechies.
Zmiana rzędu falki wpływa na zmianę opisujących ją współczynników. Z praktycznego punktu widzenia nie zawsze najlepszym rozwiązaniem jest stosowanie falek wyższych rzędów, ponieważ wzrost rzędu pociąga za sobą konieczność wykonywania przez system większej ilości obliczeń.